# Жерар Жюньо
Жера̀р Жан Жюньо̀ (на френски: Gérard Jean Jugno) e френски артист, кинорежисьор, сценарист и филмов продуцент. 

## Частична филмография
- „Господин Клайн“ (1976)
- „Дядо Коледа е боклук“ (1982)
- „Пино, обикновен полицай“ (1984)
- „Прекрасни времена“ (1991)
- „Хористите“ (2004)
- „Будю“ (2005)
- „Бригадите на тигъра“ (2006)
- „Али Баба и 40-те разбойника“ (2007)
- „Извънредно специални пратеници“ (2009)